# Atletica leggera ai Giochi della XXIV Olimpiade - Lancio del disco maschile

Video della Finale

Il lancio del disco ha fatto parte del programma maschile di atletica leggera ai Giochi della XXIV Olimpiade. La competizione si è svolta nei giorni 30 settembre e 1º ottobre 1988 allo Stadio olimpico di Seul.

## Presenze ed assenze dei campioni in carica
| Competizione        | Atleta         | Prestazione | Seul 1988    |
| ------------------- | -------------- | ----------- | ------------ |
| Olimpiadi 1984      | Rolf Danneberg | 66,60 m     | Presente     |
| Goodwill Games 1986 | Romas Ubartas  | 67,12 m     | Presente     |
| Europei 1986        | Romas Ubartas  | 67,08 m     | Presente     |
| Panamericani 1987   | Luis Delís     | 67,14 m     | Cuba assente |
| Mondiali 1987       | Jürgen Schult  | 68,74 m     | Presente     |

1. ↑  Il 6 giugno 1986 Schult ha stabilito il nuovo record del mondo con 74,08 m. Rimarrà imbattuto per decenni.

## La gara
Qualificazioni: Tre atleti ottengono la misura richiesta di 64 metri. Ad essi vanno aggiunti i nove migliori lanci.

La prestazione migliore è di Rolf Danneberg con 65,70 m. Lo statunitense Mac Wilkins si qualifica per la sua terza finale. Nelle gare precedenti si piazzo 1º nel 1976 e 2º nel 1984. Questa volta avrà meno fortuna.

Finale: Jürgen Schult, primatista mondiale e campione del mondo, è il netto favorito.

Alla prima prova piazza una botta a 68,82 metri: è il nuovo record olimpico. Il tedesco est ha già messo le mani sulla medaglia d'oro. Il secondo miglior lancio è del campione europeo Ubartas, quasi due metri indietro (66,86).

Al secondo lancio Schult fa segnare un ottimo 67,92. Nessuno lo avvicina.

Alla quarta prova Schult supera di nuovo i 68 metri (68,18) e consolida il primato. Ubartas è sempre secondo.

Al quinto lancio, il disco del tedesco ovest Danneberg atterra al 67,38 scavalcando Ubartas di mezzo metro e piazzandosi in seconda posizione. Ma Ubartas rimane freddo e riagguanta l'argento con un ultimo lancio a 67,48.

## Risultati

### Qualificazioni
Stadio Olimpico di Seul, venerdì 30 settembre.
Si qualificano per la finale i concorrenti che ottengono una misura di almeno 64,00 m; in mancanza di 12 qualificati, accedono alla finale i concorrenti con le 12 migliori misure.

### Finale
Stadio Olimpico di Seul, sabato 1º ottobre.
I migliori 8 classificati dopo i primi tre lanci accedono ai tre lanci di finale.
| Pos     | Atleta              | Paese            | 1ª prova | 2ª prova | 3ª prova | 4ª prova | 5ª prova | 6ª prova | Misura  | Note            |
| ------- | ------------------- | ---------------- | -------- | -------- | -------- | -------- | -------- | -------- | ------- | --------------- |
| Oro     | Jürgen Schult       | Germania Est     | 68,82 m  | 67,92 m  | 65,76 m  | 68,18 m  | 65,70 m  | 68,26 m  | 68,82 m | Record olimpico |
| Argento | Romas Ubartas       | Unione Sovietica | 66,86 m  | 66,20 m  | 66,24 m  | 64,40 m  | 63,74 m  | 67,48 m  | 67,48 m |                 |
| Bronzo  | Rolf Danneberg      | Germania Ovest   | 65,58 m  | 63,60 m  | x        | 63,88 m  | 67,38 m  | 62,56 m  | 67,38 m |                 |
| 4       | Jurij Dumčev        | Unione Sovietica | 64,00 m  | 63,74 m  | 63,54 m  | 63,66 m  | 62,86 m  | 66,42 m  | 66,42 m |                 |
| 5       | Mac Wilkins         | Stati Uniti      | 61,88 m  | x        | 65,12 m  | 63,84 m  | 65,90 m  | 62,96 m  | 65,90 m |                 |
| 6       | Géjza Valent        | Cecoslovacchia   | x        | 63,36 m  | 62,46 m  | 62,80 m  | 64,28 m  | 65,80 m  | 65,80 m |                 |
| 7       | Knut Hjeltnes       | Norvegia         | 63,30 m  | x        | 64,10 m  | 64,94 m  | 63,22 m  | x        | 64,94 m |                 |
| 8       | Alois Hannecker     | Germania Ovest   | 60,28 m  | 62,50 m  | 63,28 m  | 60,94 m  | 61,54 m  | x        | 63,28 m |                 |
| 9       | Erik De Bruin       | Paesi Bassi      | 63,06 m  | x        | x        |          |          |          | 63,06 m |                 |
| 10      | Mike Buncic         | Stati Uniti      | 62,46 m  | x        | x        |          |          |          | 62,46 m |                 |
| 11      | Gueorgui Gueorguiev | Bulgaria         | 61,24 m  | 61,12 m  | 59,66 m  |          |          |          | 61,24 m |                 |
| 12      | Imrich Bugár        | Cecoslovacchia   | 59,60 m  | x        | 60,88 m  |          |          |          | 60,88 m |                 |

Legenda:
- X = Lancio nullo;
- RO = Record olimpico;
- RN = Record nazionale;
- RP = Record personale;
- PS = Personale stagionale;
- NM = Nessun lancio valido;
- NE = Non è sceso in pedana.